# Te Nupa
Te Nupa ist ein kleines Motu des Tabuaeran-Atolls der pazifischen Inselrepublik Kiribati.

## Geographie
Te Nupa ist eine kleine Insel im Südsaum des Atolls. In diesem zerklüfteten Teil des Atolls sind nur wenige Motu namentlich benannt. Erst am Ostende des Atolls sind die Riffspitzen Rapa-iti und Alert Point (⊙) am Rapa Canoe Pass namentlich benannt und im Norden liegen die Eilande Vai-tepu und Ponota.